# Радован Илић
Радован Илић (Сански Мост, 27. јул 1963) је генерал-мајор Оружаних снага Босне и Херцеговине и командант Оперативне Команде ОС БиХ.

## Биографија
Рођен је 1963. године у Санском Мосту, од оца Стојана и мајке Петре. Поред њега, родитељи су имали још троје дјеце. По националности је Србин. Ожењен је и у браку са супругом Миланком има троје дјеце. Породична крсна слава је Преподобни Киријак Отшелник - Михољдан (12. октобар).
Завршио је Основну школу "Народни фронт" у Санском Мосту 1978; Војну гимназију "Братство и јединство" у Београду 1982; Војну академију Копнене војске - смјер пјешадија 1986. у Београду и Сарајеву; Командноштабну школу Копнене војске 1999. у Београду, Школу националне одбране 2004. у Београду и Високе студије безбједности и одбране 2012. у Београду. Завршио је преко десет семинара и курсева оспособљавања у земљи и иностранству за обављање службе.
Произведен је у чин потпоручника 27. јула 1986. године, а унапријеђен у чин поручника 1987, капетана 1990, капетана прве класе 1993, мајора 1994. (ванредно), потпуковника 1999, пуковника ВРС/бригадира ОС БиХ 2002. бригадног генерала 3. јула 2014. године и генерал-мајор 2018.
Обављао је дужности: командир вода у Випави; командир вода или чете у Ајдовшчини; командир вода или чете у Љубљани; командант пјешадијског батаљона у саставу 43. приједорске моторизоване бригаде; командант батаљона 5. козарске лаке пјешадијске бригаде; командант 11. мркоњићке лаке пјешадијске бригаде у Мркоњић Граду; начелник Одјељења за организацијске-мобилизацијске и персоналне послове у команди 1. корпуса Војске Републике Српске у Бањој Луци; начелник Управе за организацијске-мобилизацијске и персоналне послове у Генералштабу Војске Републике Српске у Бањој Луци; замјеник начелника Генералштаба Војске Републике Српске у Бањој Луци; командант Команде за управљаље персоналом Оружаних снага Босне и Херцеговине у Бањој Луци и командант 6. пјешадијске бригаде Оружаних снага Босне и Херцеговине у Бањој Луци. Тренутно обавља дужност команданта Оперативне Команде ОС БиХ.
Учествовао у Одбрамбено-отаџбинском рату од 12. маја 1992. до 14. децембра 1995. године на дужности: командант пјешадијског батаљона; начелник штаба пјешадијске бригаде и командант бригаде.
Службовао је у гарнизонима: Випава, Ајдовшчина, Љубљана, Приједор, Мркоњић Град и Бања Лука. Са породицом живи у Бањој Луци.

## Одликовања и признања
Одликован у ВРС:
- Орден Милоша Обилића